# Forte de Balibó
O Forte de Balibó é uma das infra estruturas mais relevantes a nível patrimonial em Timor-Leste, que provém desde o séc.XVII, altura em que este território se encontrava sob domínio português (que prevaleceu durante quatro séculos, tendo-se iniciado nos inícios do séc. XVI).Localiza-se precisamente em Balibó, uma cidade a Este de Timor que estabelece fronteira com a Indonésia.
Com cerca de 400 anos de existência, é a segunda fortaleza mais antiga a sobreviver neste país situado no sudeste asiático.

## História
Há cerca de 400 anos atrás, esta fortificação foi construída com o intuito de proteger o porto da costa de Batugade. Situando-se em Balibó devido à elevada altura, tornou-se na localização ideal para posto de defesa durante a ocupação colonial permitindo controlar as duras batalhas que se fizeram sentir durante a Invasão Indonésia em 1975. Estes confrontos apenas tiveram fim em 2002 resultando na independência definitiva de Timor, no entanto, cerca de 200.000 pessoas foram vítimas desta mesma guerra perdendo a vida à qual a Indonésia sempre se recusou a aceitar a culpa, desresponsabilizando-se.

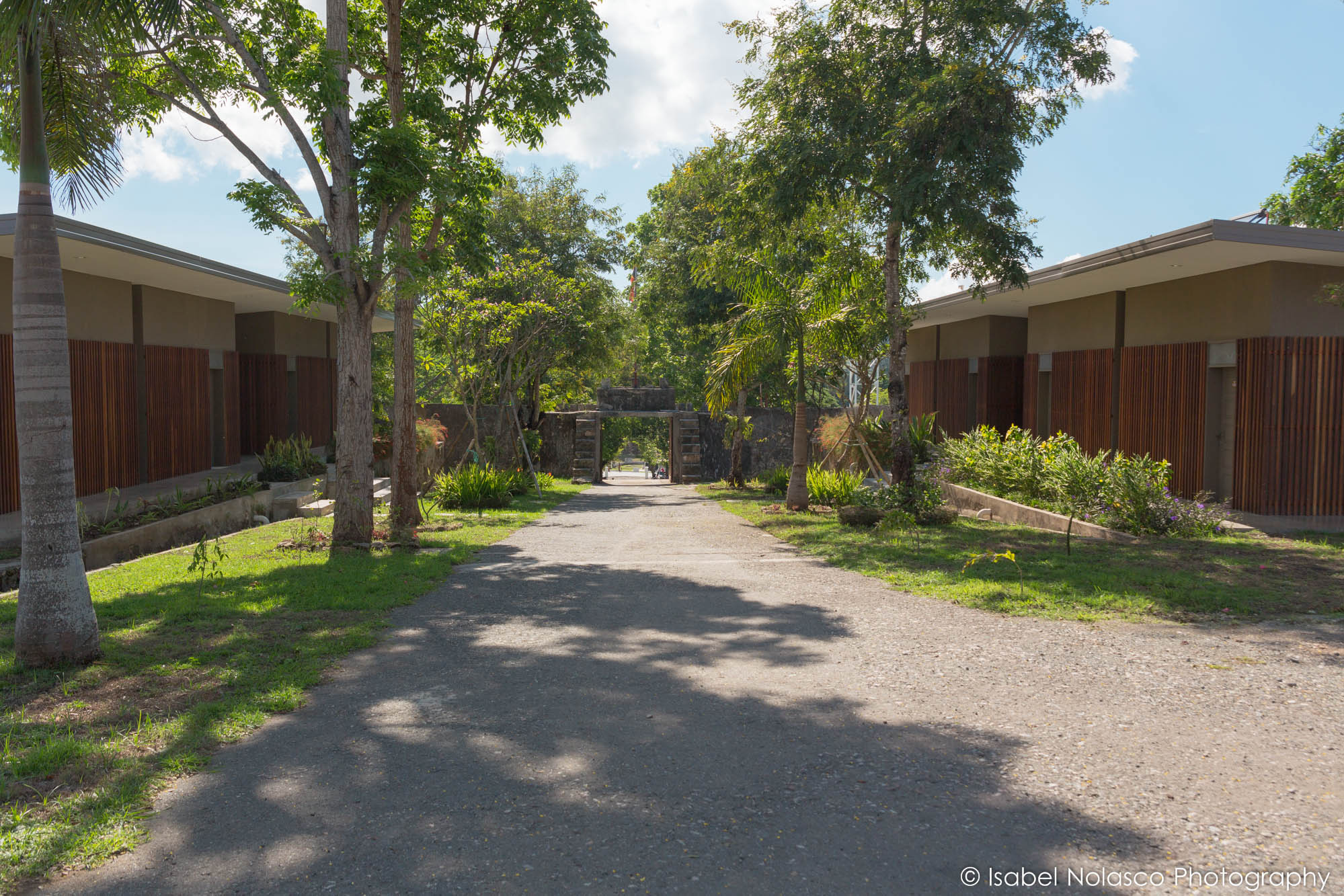
Forte de Balibó

Esta estrutura ficará para sempre ligada com a morte de cinco jornalistas australianos que filmavam a partir do Forte os confrontos durante a Invasão Indonésia. De forma a honrar as memórias dos Balibo Five (forma como os cinco jornalistas ficaram conhecidos) o governo de Victoria, Austrália decidiu restaurar a casa em que os jornalistas tinham ficado alojados tornando-a num centro de formação profissional oferecendo novas oportunidades ao povo de Balibó.
O Forte ainda se encontra intacto e tem sofrido várias remodelações ao longo dos séculos, como a construção de uma casa/hotel dentro do mesmo. Encontra-se em curso um projeto de restauração que visa construir um museu que homenageie a língua, história e cultura de Timor-Leste.

## Características

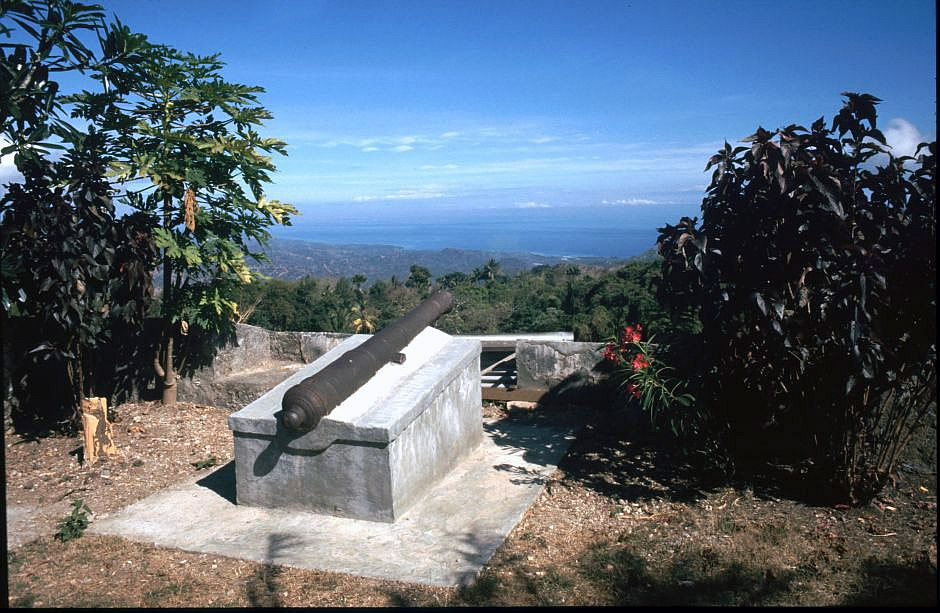
Canhão no Forte de Balibó

Esta estrutura foi construída em cantaria e alvenaria rebocada, apresentando planta irregular com formato aproximadamente pentagonal, sendo integrada por muralhas, baluartes e artilharia (canhões). No seu interior, encontra-se a residência do ex-administrador colonial sendo que está previsto a construção de um museu aberto ao público. 